# Polyptychus enodia
Polyptychus enodia är en fjärilsart som beskrevs av Holland 1889. Polyptychus enodia ingår i släktet Polyptychus och familjen svärmare. Inga underarter finns listade i Catalogue of Life.